# Vertaaldienst

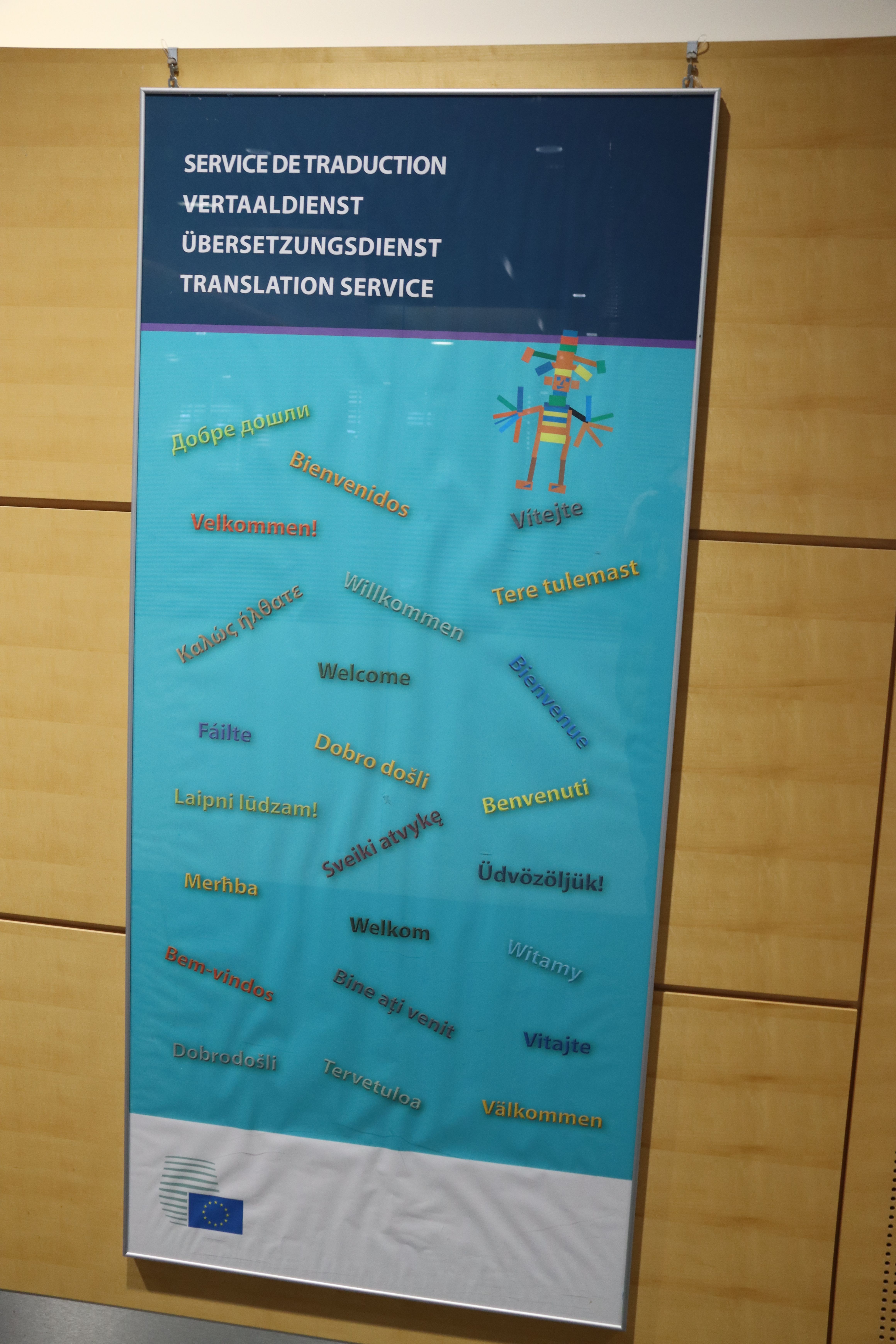
Vertaaldienst Raad van de Europese Unie

Een vertaaldienst is een dienst die schriftelijke vertalingen van teksten verzorgt.

## Achtergrond
Grote internationale firma's en instellingen, zoals de EU, de NAVO en IBM, hebben hun eigen vertaaldiensten. Vele vertaaldiensten – vaak vertaalbureau genoemd – werken op commerciële basis: voor het vertalen moet betaald worden. Meestal geldt dan een tarief per woord of (vooral in Duitsland) per regel, maar er kan ook een uurtarief of een totaalbedrag worden overeengekomen.
Voor kansarmen bestaan er gespecialiseerde sociale vertaal- en tolkdiensten. Het zijn bijvoorbeeld vertaal- en tolkdiensten waar asielzoekers of ouders van allochtone leerlingen een beroep op kunnen doen in hun contacten met scholen en overheidsdiensten. Ook hulpverleners en artsen die de taal van hun cliënt of patiënt niet kennen (en vice-versa), kunnen een beroep doen op een sociaal tolk, soms zelfs via de telefoon.

## Vertaalspecialisaties
Veel vertaalbureaus zijn gespecialiseerd in één of meer vakgebieden. Het is voor de kwaliteit van de vertaling van belang dat de vertaler kennis heeft van het specialisme waar de tekst toe behoort. Vaak is die vakkennis even belangrijk als de taalbeheersing van de vertaler. Er zijn zeer veel vakgebieden waarin een vertaler gespecialiseerd kan zijn, bijvoorbeeld in bouwkunde, architectuur of ICT. De vier hoofdspecialisaties zijn: juridisch, medisch, economisch en technisch. Bij een vertaling door een vertaalbureau wordt de tekst in het algemeen nog gecontroleerd door een proeflezer of revisor die eveneens op het specifieke vakgebied van de vertaling deskundig is. Steeds meer wordt gewerkt met taaltechnologie: vertaalgeheugens, computervertaling en post-editing. Nadat de tekst is gecontroleerd en waar nodig gecorrigeerd, gaat deze pas naar de klant.

## Vertaalbureau en revisie
Niet alle vertaalbureaus controleren de vertaling standaard, dit in verband met de kosten voor een proeflezer/revisor (vaak rond de 4 tot 8 cent per woord). In de meeste gevallen kan de klant kiezen of hij deze controle wil of niet. Een vertaalbureau is echter niet verplicht deze dienstverlening aan te bieden. Dit geldt overigens niet voor gecertificeerde vertaalbureaus: deze zijn verplicht om kwaliteitscontrole aan te bieden en steekproefsgewijs ook vertalingen zonder deze service te controleren.

## Vertaalbureau en certificering
In Nederland wordt de certificering van vertaalbureaus over het algemeen geregeld door de onafhankelijke certificeringspartij Kiwa. Ook de ISO-9001, ISO-17100 en ISO-18587 is een certificering die van toepassing kan zijn bij een vertaalbureau.

## Brontaal-doeltaal
"Native" vertalers (naar analogie van native speakers) vertalen naar hun moedertaal. Het is voor de kwaliteit van de vertaling van belang dat de vertaler niet alleen de brontaal, maar vooral de doeltaal perfect beheerst. Een niet-moedertaalspreker zal daartoe maar zelden in staat zijn, en zal fouten maken waarvoor hij of zij zelf geheel blind is.
Vertaalbureaus hebben hun aangesloten vertalers vaak uitvoerig getest. Bij opname in het vertalersbestand worden doorgaans proefvertalingen gevraagd en/of bepaalde eisen aan het curriculum vitae gesteld. Bij veel vertaaldiensten is het mogelijk één tekst in meerdere talen te laten vertalen.

## Vertaaldiensten van de overheid in België
In het drietalige België hebben verschillende overheidsdiensten een eigen vertaaldienst (met een gedeeld vertaalplatform Babelfed): verschillende Federale Overheidsdiensten (FOD) en federale agentschappen, RVA, RIZIV, RSZ, RSVZ, Rekenhof. De Dienst Vertaling Parlementaire Stukken (DVPS) van de Kamer van Volksvertegenwoordigers zorgt voor de vertaling van de wetsvoorstellen, de voorstellen van resolutie, de amendementen, de verslagen van de door de Kamercommissies gehouden vergaderingen en hoorzittingen, de (wetgevingstechnische) nota’s van de Juridische Dienst, de fiches van de Europese analysecel. De Centrale dienst voor Duitse vertaling in Malmedy zorgt voor de vertaling naar het Duits van Belgische wetteksten en officiële documenten (besluiten, omzendbrieven en bestuursdocumenten). De dienst Overeenstemming der Teksten vertaalt de adviezen en arresten van de Raad van State. De cel Vertalingen van de Vlaamse Overheid vertaalt vooral de Vlaamse regelgeving naar het Frans voor publicatie in het Belgisch Staatsblad. De Cellule traduction van het Waals Gewest vertaalt de Waalse regelgeving naar het Nederlands en het Duits. De Gewestelijke Overheidsdienst Brussel en het Brussels Parlement hebben ook vertaaldiensten.

## Vertaaldiensten van de Europese Unie
In de Europese Unie moeten documenten schriftelijk vertaald worden in de officiële talen van de Europese Unie. Hier zijn in de verschillende EU-instellingen verschillende vertaaldiensten voor verantwoordelijk:
- het Vertaalbureau voor de organen van de Europese Unie (CdT): opgericht in 1994 in Luxemburg, vertaalt voor de agentschappen van de Europese Unie (en helpt de vertaaldiensten van de andere EU-instellingen wanneer die te veel werk hebben), beheert IATE[7]
- de vertaaldienst (DG Trad) van het Europees Parlement[8]
- LING, de vertaaldienst van het secretariaat-generaal van de Raad van de Europese Unie en de Europese Raad[9]
- de vertaaldienst (DG Translation) van de Europese Commissie[10]
- de vertaaldienst van het Hof van Justitie van de Europese Unie[11]
- de jurist-linguïsten van de Europese Centrale Bank
- de vertaaldienst van de Europese Rekenkamer
- de gezamenlijke vertaaldienst van het Europees Economisch en Sociaal Comité en van het Europees Comité van de Regio's
- de Linguistic Services Division van de Europese Investeringsbank

Al deze EU-vertaaldiensten werken samen in het Interinstitutioneel Comité voor vertaling en vertolking (ICTI), met initiatieven als de IATE-terminologiedatabank, het eTranslation-systeem voor machinevertaling en het Euramis-vertaalgeheugen.